# Odruch prolaktynowy
Odruch prolaktynowy, nazywany także odruchem wytwarzania pokarmu – odruch należący do neurohormonalnego poziomu regulowania laktacji. Wraz z odruchem oksytocynowym odpowiada zarówno za stymulację wytwarzania pokarmu jak i utrzymanie laktacji. 
Mechanizm odruchu prolaktynowego:
- Pobudzenie zakończeń nerwów czuciowych w brodawce poprzez ssanie.
- Uwolnienie prolaktyny z przedniego płata przysadki mózgowej.
- Synteza mleka z prekursorów z krwi matki w komórkach wyścielających pęcherzyki w gruczołach piersiowych pod wpływem uwolnionej prolaktyny.
- Wydzielanie mleka do światła pęcherzyków[1].